# Sozialpädagogik
Als Sozialpädagogik wird ein Wissenschaftszweig von Erziehung, Bildung und sozialstaatlicher Intervention benannt. In der Sozialpädagogik, ausgeübt von Sozialpädagogen, wird versucht, die Eigenverantwortung eines Menschen und damit seinen selbstständigen Umgang mit allgemeinen Lebenslagen in der Gesellschaft zu stärken. Da die Befähigung eines Menschen, am gesellschaftlichen und öffentlichen Leben teilzunehmen, nicht bei jedem gleich ausgebildet ist, beschäftigt sich die Sozialpädagogik auch mit der Möglichkeit, gesellschaftliche Benachteiligungen abzubauen, die ebendiese Befähigung zum Ziel haben.
Gegenstand sozialpädagogischer Arbeit sind gesellschaftlich und professionell als relevant angesehene menschliche „Problemsituationen“. Hierzu gehören überwiegend Probleme mit der alltäglichen Bewältigung des Lebens von Kindern, Jugendlichen, Heranwachsenden und Erwachsenen, also der „Lebenspraxis“ – dem alltäglichen „Zurechtkommen und Zurechtfinden“. Sozialpädagogik betrachtet das Individuum in seiner Wechselbeziehung mit der sozialen Umwelt. Sozialpädagogen sprechen von Lebenslage, um damit die Gesamtheit von Person und sozialem Rahmen auszudrücken.

## Geschichte
Im 19. Jahrhundert wurde die Sozialpädagogik in einem weiten Sinne aufgefasst. So unterschied Otto Willmann innerhalb der Pädagogik zwischen Individual- und Sozialpädagogik, und Paul Natorp bezeichnete die Sozialpädagogik in seinem Werk Sozialpädagogik. Theorie der Willenserziehung auf der Grundlage der Gemeinschaft als „die konkrete Fassung der Aufgabe der Pädagogik überhaupt“. Nach Ende des 19. Jahrhunderts hingegen wurde die Sozialpädagogik meist wesentlich enger interpretiert. So betrachtete Gertrud Bäumer sie als die außerschulische und die familienersetzende Erziehung, konkret als „alles, was Erziehung, aber nicht Schule und nicht Familie“ ist. Der Begriff „Social-Pädagogik“ wurde bereits 1844 in einem Artikel von Karl Mager in der Pädagogischen Revue erwähnt.
Die Sozialpädagogik war vom Ende des 19. Jahrhunderts an, ohne Bruch fast bis zur Gründung der Fachhochschulen – also 1971 – ausschließlich ein Frauenberuf. Die Berufsbezeichnung war in allen Bundesländern einheitlich: Sie lautete „Jugendleiterin“. Die Ausbildungsstätten hießen von Anfang an „Jugendleiterinnenseminar“ und seit 1956 durch Beschluss der Kultusministerkonferenz „Höhere Fachschule für Jugendleiterinnen“. Am 13. März 1967 erfolgte in einer Rahmenvereinbarung der Kultusminister der Länder die Umbenennung in „Höhere Fachschule für Sozialpädagogik“. Die Ausbildung wurde auch für männliche Studenten, die bis dahin als Sozialarbeiter bezeichnet wurden, geöffnet. Die Absolventen waren auch in der kommunalen Verwaltung, z. B. in den Sozialämtern tätig.
Der Begriff „Jugendleiterin“, der über viele Generationen von sozialpädagogischen Fachkräften für ihre Profession kennzeichnend war, wird nicht mehr erwähnt. Diese Berufsbezeichnung scheint spurlos verschwunden zu sein.
Sozialpädagogik hieß ebenfalls eine von 1959 bis 1997 von Albrecht Müller-Schöll in Stuttgart als diakonische Publikation herausgegebene überregionale Fachzeitschrift.

## Methoden
- Einzelfallarbeit; Angebote für Kinder, Jugendliche, Heranwachsende, Familien, Eltern und Alleinerziehende mit dem Ziel der Verbesserung individueller Lebensverhältnisse,
- Soziale Gruppenarbeit gem. SGB VIII mit dem Ziel der Entwicklung sozialer Kompetenzen,
- Gemeinwesenarbeit und Quartiersmanagement zur Verbesserung sozialräumlicher Strukturen; hier wird aber gleichberechtigt von Sozialarbeit gesprochen.

Infolge der Methodenkritik in den 1970er Jahren entwickelte sich eine Reihe abgeleiteter Methoden und die Binnendifferenzierung nahm zu. In der beruflichen Praxis ist ein monomethodisches Vorgehen selten anzutreffen; es überwiegen Handlungsansätze, die mehrere der drei klassischen Methoden einbeziehen.
Der Sozialpädagoge Christoph Ried legt die Sozialpädagogik als „beraterische Handlungsform“ aus, konkretisiert „als Krisenpädagogik und als Subjektivierungs- und Identitätsarbeit“. Er betont, dass der Adressat im Rahmen der Sozialpädagogik die Problembeschreibung und Zielformulierung mitbestimme, da die Sozialpädagogik seinen Subjektstatus und seine Verantwortlichkeit unterstelle und nicht, wie die Erziehung und die Therapie, auf Unreife bzw. Krankheit verweise.

## Ausbildung
Sozialarbeiter und Sozialpädagogen werden oftmals in den gleichen Arbeitsfeldern eingesetzt. Tatsächlich unterscheiden sich Sozialpädagogik und Sozialarbeit aber sowohl von ihrer historischen Entwicklung her wie auch in grundlegenden Aspekten. Während die Sozialarbeit in ihrer Ausbildung zumeist auf drei klassische Methoden Rückgriff nimmt, wird in der Sozialpädagogik auf die Didaktik des Vermittelns und Lehrens zurückgegriffen. Inhalte der Ausbildung zum Diplom-Sozialpädagogen oder Diplom-Sozialarbeiter fallen in der Bundesrepublik Deutschland in die Gesetzgebungskompetenz der Bundesländer und sind daher verschieden ausgerichtet. In länderübergreifenden Arbeitsgemeinschaften und auf den Konferenzen der Kultusminister wird jedoch über Modelle von einheitlichen Ausbildungsgängen und Berufsbezeichnungen diskutiert, die sich an internationale Standards anlehnen. Neuere Ansätze benutzen „Soziale Arbeit“ als Oberbegriff für beide, gleichrangige Arbeitsgebiete und verwenden „Sozialarbeitswissenschaften“ für den Lehr- und Forschungsgegenstand beider.
In einigen Bundesländern war früher Sozialpädagoge ein Synonym für Erzieher.
Studiert wird Sozialpädagogik und Sozialarbeit vorwiegend an Fachhochschulen, Hochschulen oder Berufsakademien. Früher lehrten Fachhochschulen die Disziplinen getrennt oder nur eine von beiden. In einigen Bundesländern musste man sich während des Hauptstudiums für einen der beiden Abschlüsse entscheiden, in anderen erhielt man den Doppeltitel „Dipl.-Sozialpädagoge/Sozialarbeiter“. Viele Fachhochschulen, die beide Studiengänge anboten, nannten sich übergreifend „Fachhochschule für Sozialwesen“ oder „Fachhochschule für Soziale Arbeit“. Spätestens seit der Bologna-Reform haben alle Hochschulen ihre Studiengänge zusammengelegt und bezeichnen diese jetzt einheitlich als Soziale Arbeit. Nach Abschluss eines Studiums der Sozialen Arbeit erhält man den Titel „Sozialarbeiter/-pädagoge B.A.“ und nach Abschluss eines Masterstudiengangs „Sozialarbeiter/-pädagoge M.A.“. Einige Hochschulen vergeben in Weiterbildungsmasterstudiengängen auch den Titel Master of Social Work. Alle bisherigen Diplomstudiengänge sind auf den Bachelor- und Masterabschluss umgestellt.

### Studieninhalte
1. Theorien und Methoden der Sozialarbeit (im Studiengang SA) und Didaktik und Methodik der Sozialpädagogik (im Studiengang SP) oder Theorien und Methodik der Sozialen Arbeit (im Studiengang Soziale Arbeit)
2. Erziehungswissenschaft, Pädagogik
3. soziale Kulturarbeit (Ästhetische Bildung, Medienpädagogik, Theaterpädagogik)
4. Psychologie, Soziologie, Sozialmedizin (jeweils in Ausschnitten)
5. Rechtswissenschaft, Politikwissenschaft
6. Heilpädagogik (auch eigener Studiengang)
7. Verwaltung und Organisation
8. Sozialmanagement, Projektmanagement
9. Theologie (an konfessionellen Fachhochschulen), Ethik
10. interkulturelle Pädagogik
11. Betriebliche Sozialarbeit

### Klassische Berufsfelder
JugendhilfeAllgemeiner Sozialer Dienst, Erziehungs- und Familienberatung, Familienarbeit, Hilfen zur Erziehung, Soziale Gruppenarbeit, Erziehungsbeistand und Betreuungshelfer, Sozialpädagogische Familienhilfe, Erziehung in einer Tagesgruppe, Vollzeitpflege, Heimerziehung und betreutes Wohnen, intensive sozialpädagogische Einzelbetreuung, Kinder- und Jugendarbeit, Frühförderung, Jugendberatung, Jugendberufshilfe, Jugendgerichtshilfe, Kinder- und Jugendpsychiatrie, schulbezogene Jugendsozialpädagogik, Streetworking, Vorschulerziehung.
andere ArbeitsgebieteSchulsozialpädagogik und Schulsozialarbeit, Soziale Dienste der Justiz, Bewährungshilfe, Gerichtshilfe, Täter-Opfer-Ausgleich, Kinder- und Jugendgesundheitsdienst, soziale Dienste in Werkstätten für behinderte Menschen, Drogenberatung, Arbeit mit Migranten, Arbeit mit Asylbewerbern und Flüchtlingshilfe, Betreuung von Menschen mit körperlichen, geistigen oder seelischen Behinderungen, Gemeinwesenarbeit, Zirkuspädagogik, Erlebnispädagogik sowie Verwaltung, Forschung Fortbildung und Lehre.
Ein Hochschulabschluss in Sozialpädagogik berechtigt nach einer Phase der Berufspraxis, eine Ausbildung als Kinder- und Jugendlichenpsychotherapeut zu absolvieren.

### Fürsorger als Vorläufer von Sozialarbeitern

#### Geschichte
Ab den 1960er Jahren wurde in der Bundesrepublik Deutschland die bis dahin übliche Berufsbezeichnung Fürsorger ersetzt, in der DDR existierte sie bis zur Wiedervereinigung. Die Arbeit der Fürsorger stellte die Aufgaben des Jugendamtes (und auch des Gesundheitsamtes) dar, zu diesem Zeitpunkt insbesondere mit dem Schwerpunkt der hoheitlichen Aufgaben des „staatlichen Wächteramtes“, so wie es im GG (Grundgesetz) benannt wurde.

#### Sozialarbeiter
Heute ist die Berufsbezeichnung Sozialarbeiter im Allgemeinen Sozialen Dienst (ASD) des Jugendamtes. Die soziale Arbeit stützt sich auf das KJHG (Kinder- und Jugendhilfegesetz) sowie auf das BGB (Bürgerliche Gesetzbuch), darüber hinaus auf das Strafrecht und das Jugendstrafrecht. Als Tätigkeitsschwerpunkte von Sozialarbeitern im ASD seien hier nur kurz genannt: Jugendgerichtshilfe, elterliche Sorge bei Trennung und Scheidung, Hilfen (Betreuung) für Multiproblemfamilien, Schutz des Kindeswohles und Eingreifen bei Gefährdungen des Kindeswohls (Herausnahme) sowie das Anfertigen gutachterliche Stellungnahmen für das Familiengericht und das Begleiten familiengerichtlicher Verfahren.

#### Berufliche Anforderungen
Das Ausüben dieser Tätigkeit setzt eine schnelle Auffassungsgabe, sichere Rechtskenntnisse, Krisenfestigkeit, hohe psychische Belastbarkeit sowie eine gute Delegierungsfähigkeit voraus. Denn Sozialarbeiter im ASD müssen Situationen schnell erkennen, einordnen (auch rechtlich) und begreifen können sowie Hilfen anregen können, die höchstens in der Anfangsphase noch koordinierend begleitet werden, dann aber durch das eingesetzte Hilfesystem ausgeführt werden, wobei die (auch strafrechtliche) Verantwortung für die Maßnahmen hierbei vollständig beim Sozialarbeiter des ASD liegt. Er muss kontrollieren und ggf. neu handeln. Darüber hinaus ist eine gute Kooperationsfähigkeit mit den unterschiedlichsten Fachdisziplinen (eigene Berufsgruppe, Polizei, Gericht, Ärzte, Psychologen, Psychiater, Rechtsanwälte etc.) erforderlich. Vom Typ her darf ein ASD-Sozialarbeiter nicht ängstlich oder unklar sein. Ohne einen gefestigten Charakter ist eine solche Arbeit nicht möglich, denn in der Regel ist er allein in sozial randständigen Gebieten und mit entsprechenden Familien tätig.

## Österreich
Sozialarbeit und Sozialpädagogik waren bis 2007 in der Ausbildung stets getrennt. Mittlerweile gibt es verschiedene Ausbildungsformen und Schwerpunkte, welche oft unter dem Titel „Soziale Arbeit“ zusammengefasst werden. So umfasst die Ausbildung in der Sozialen Arbeit sowohl den Bereich Sozialarbeit als auch Sozialpädagogik, je nach Anbieter in Kombination oder als Einzelschwerpunkt (mögliche Ausbildungsstätten: FH Wien Campus, FH St. Pölten Department Soziales). Im Lauf der Geschichte haben beide Berufsgruppen gewisse Bereiche für sich beansprucht und so können i. d. R. beispielsweise Sozialpädagogen nicht am Jugendamt tätig werden und Sozialarbeiter nicht in der „stationären Jugendwohlfahrt“. Praktisch gibt es jedoch eine starke Überlappung in den Handlungsfeldern.
Die Ausbildungen für Sozialarbeiter sind als Studiengänge an Fachhochschulen organisiert, so etwa an der Fachhochschule Salzburg oder der FH St. Pölten. Die Ausbildung schließt mit Bachelor oder Master ab.
Die Ausbildung als Diplom-Sozialpädagoge ist als fünfjährige sekundäre Ausbildung, als Hochschullehrgang oder postsekundär als Kolleg (zwei Jahre oder – berufsbegleitend – meist drei Jahre) organisiert und schließt mit einer Berufsbefähigung ab. Standorte sind Baden, St. Pölten, Stams, Linz, Graz, Salzburg und Wien. Diese Ausbildungen sind entweder öffentlich (kostenlos) oder privat (mit Semesterbeitrag) geführt und erhalten, nach Erfüllung staatlicher Kriterien, das Öffentlichkeitsrecht über das Bundesministerium für Bildung und Frauen. In Wien wird die Ausbildung von drei Privatschulen als berufsbegleitendes Kolleg angeboten: die bildungsakademie, Institut Dr. Rampitsch und der Wiener ARGE für Sozialpädagogik. In Graz wird zusätzlich zu einem Kolleg für Sozialpädagogik auch ein eigener Magisterstudiengang an der Karl-Franzens-Universität angeboten. Die FH St. Pölten bietet in einem berufsbegleitenden Akademischen Lehrgang Sozialpädagogik eine praxisorientierte Grundausbildung an. Als Weiterbildung für Sozialpädagogen steht außerdem ein Masterlehrgang (Master of Arts) zur Verfügung.
Anders als in Deutschland wird in Österreich „Sozialpädagogik“ in Form des „sozialen Lernens“ auch an Schulen und für jede Altersstufe ausgeübt. Österreichs Schulsystem unterscheidet sich stark vom deutschen; die Anwendung erfolgt meist unter Einbeziehung des sogenannten autonomen und offenen Lernens.